# Mino Raiola
Carmine Raiola (kiejtése: [ˈkarmine ˈmiːno ˈraːjola, – raˈjɔːla]; Nocera Inferiore, 1967. november 4. – Segrate, 2022. április 30.) olasz sportügynök, aki olyan ismert játékosoknak volt képviselője, mint Paul Pogba, Henrih Mhitarján, Marco Verratti, Gianluigi Donnarumma, Matthijs de Ligt, Erling Haaland, Mario Balotelli és Pavel Nedvěd.

## Ügynöki pályafutása
Miután játékosként is megpróbálkozott, Raiola nem hagyta el a labdarúgás világát, ügynök lett. A Sports Promotions cégnek kezdett dolgozni és több ismert holland játékos átigazolásaiban is részt vett, mint Bryan Roy (1992, Foggia), Marciano Vink (1993, Genoa), Wim Jonk és Dennis Bergkamp (1993, Internazionale), illetve Michel Kreek (1994, Padua). Egy idő után viszont úgy döntött, hogy elhagyja a céget és elindítja sajátját. Első független átigazolása Pavel Nedvěd volt, aki a Sparta Praha csapatából igazolt Olaszországba, a Lazióba, az 1996-os Európa-bajnokság után.
Ebben az időben, már több, mint 20 játékos ügynöke volt az európai ligákban, Monacóban élt. 2008-ban a Federazione Italiana Giuoco Calcio (FIGC) kihallgatta kétszer is átigazolási csalással kapcsolatban.
2016 augusztusában, mikor a Manchester United világrekord összegért leigazolta Paul Pogbát, Raiola sajtóhírek szerint közel 25 millió eurót keresett az ügyletből, amelyet követően megvette Al Capone Miamiban található otthonát.
2019. május 8-án az Olasz labdarúgó-szövetség eltiltotta Raiolát három hónapra, az indok nem ismert. Unokatestvérét, Vincenzo Raiolát is megbüntették. Május 10-én a FIFA ezt kiterjesztette az egész világra, elfogadva az olasz szövetség döntését. 2019. június 13-án fellebbezték a döntést, a tiltást visszavonták.
2020. január 22-én Raiola is azon ügynökök között volt, Jorge Mendes és Jonathan Barnett mellett, akik megfenyegették a FIFA-t jogi lépésekkel, ha korlátozzák az átigazolási összegeket a labdarúgás világában.

## Magánélete és halála
Raiola hét nyelven beszélt: olaszul, angolul, németül, spanyolul, portugálul franciául és hollandul.
2022 januárjában került a San Raffaele Kórházba Milánóban. 2022 áprilisában Raiola doktora azt nyilatkozta, hogy az életéért küzd. Április 28-án több újság is bejelentette, hogy az ügynök meghalt, de ő ezt Twitter oldalán cáfolta. 2022. április 30-án Raiola 54 évesen elhunyt.

## Ismertebb ügyfelei
| - Erling Haaland - Zdeněk Grygera - Zlatan Ibrahimović - Felipe Mattioni - Mario Balotelli - Maxwell - Pavel Nedvěd - Xavi Simons - Kerlon - Henrih Mhitarján - Paul Pogba - Étienne Capoue | - Blaise Matuidi - Gregory van der Wiel - Gianluigi Donnarumma - Matthijs de Ligt - Moise Kean - Lorenzo Insigne - Marco Verratti - Hirving Lozano - Romelu Lukaku - Donyell Malen - Jesse Lingard |